# 안토니 마르티
안토니 마르티 프티(Antoni Martí Petit, 1963년 7월 30일~2023년 11월 6일)는 안도라의 건축가 출신 정치인이다.
2011년 5월 11일 치러진 총선에서 승리하여, 다음날 5월 12일에 총리로 취임하였다.